# Травневе дерево

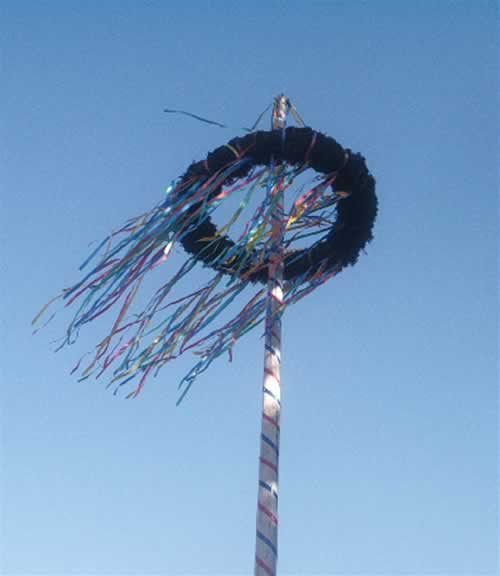
Травневе дерево в Калькаре, Німеччина

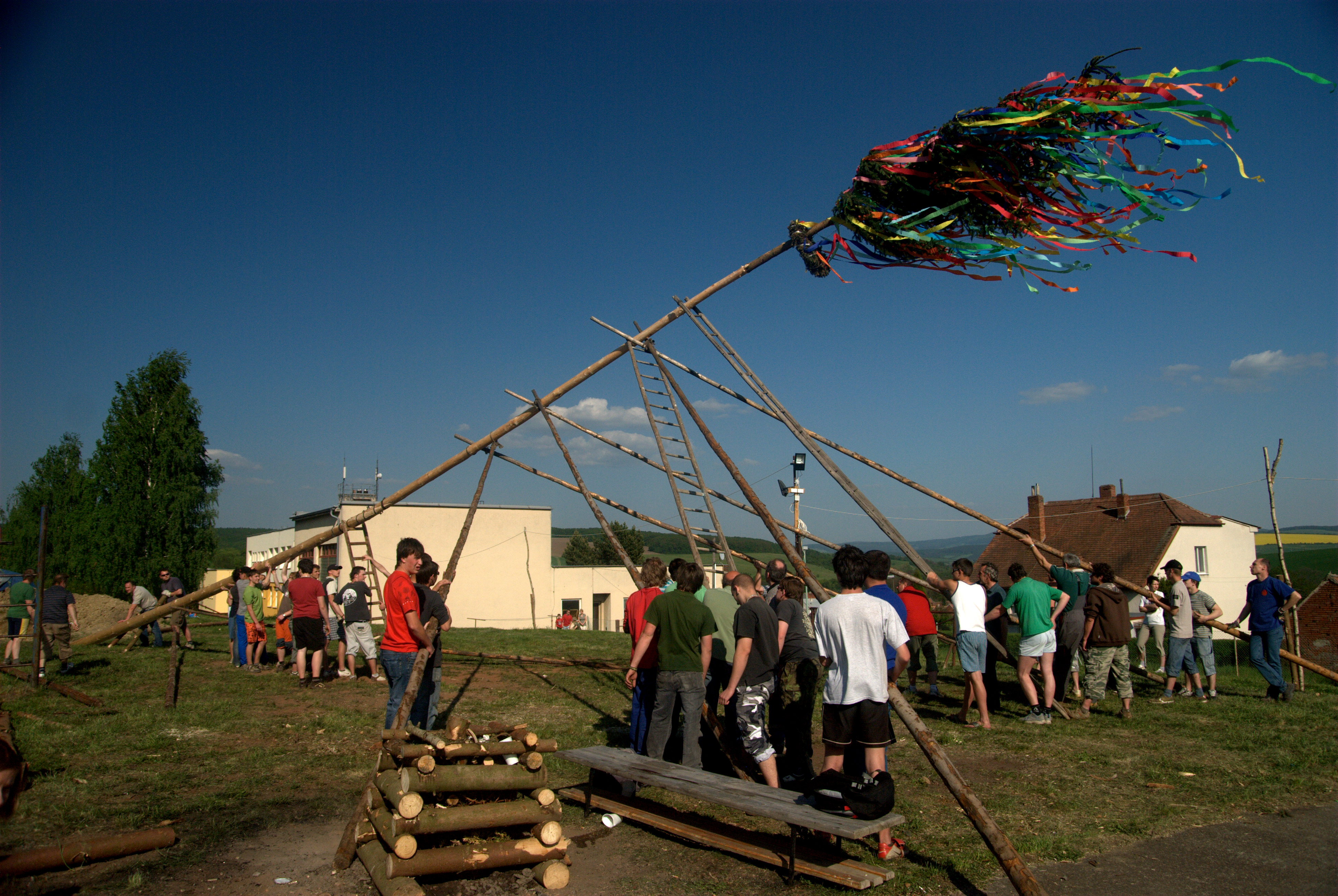
Встановлення травневого дерева в Угерське-Градище, Чехія

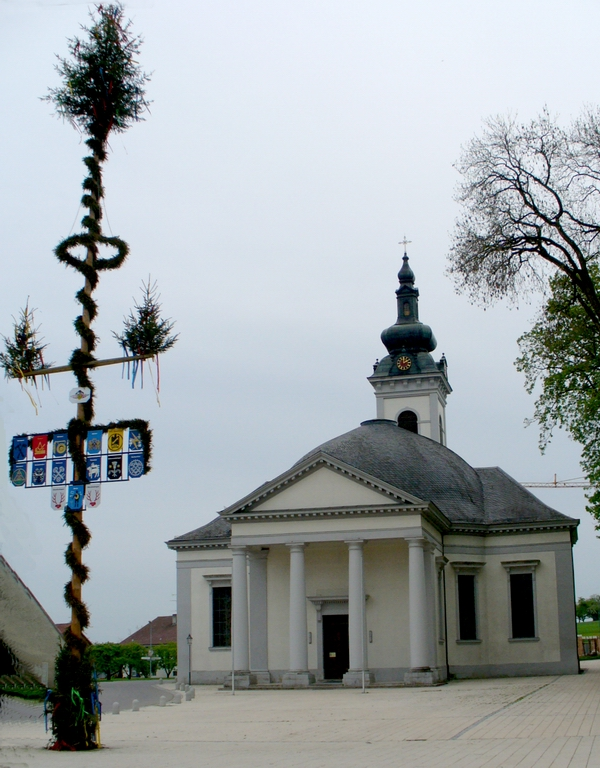
Травневе дерево в Обердішінгене

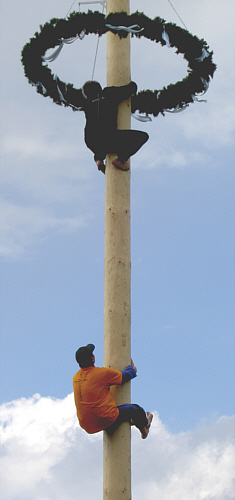
В Альпах існує традиція вилазити на травневе дерево

Травневе дерево або май (лат. Arbor majalis, англ. maypole, нім. Maibaum, чеськ. máje, пол. drzewko majowe, біл. май, рос. троицкая берёза) — прикрашене дерево або високий стовп, який за традицією встановлюється щорічно до першого травня, на Трійцю або Іванів день на площах в селах і містах Німеччини, Австрії, Чехії, Словаччини, Росії, Скандинавії та інших європейських країн. Навколо дерева зазвичай влаштовуються хороводи і змагання.
Форма прикрас для травневого дерева сильно відрізняється залежно від регіону. У деяких містах щороку ставлять нове дерево, в інших стовп використовується багато років, але щороку змінює свою «крону». У Східній Фризії стовбур зберігається під водою і встановлюється щороку до першого травня. У Німеччині та Скандинавії стовбури часто очищають від кори і прикрашають кольоровими гірляндами, ялиновими гілками або папером. В інших місцях кора не знімається, і стовбур зберігає природний вигляд. На верхівці дерева часто прикріплюється вінок (так звана «корона») або різнокольорові стрічки.
У Баварії стовбур травневого дерева обвивають стрічкою з тканини, паперу або фарбують спіральною смугою. При цьому напрямок спіралі встановлено чітко: знизу до верху, зліва направо. З боків травневого дерева прикріплюють зображення побутових сценок, що розповідають про заняття жителів цього села (рибальство, землеробство, танці, ремесла і т. д.).

## Німецькі традиції

### Встановлення дерева
У Німеччині безпосередньо перед втановленням дерева, його часто проносять по селу до центральної площі або до ресторану. Ця процесія зазвичай супроводжується духовим оркестром і безліччю глядачів. Увечері встановлюють дерево.
У той час, як глядачі розважаються смаженими сосисками і пивом, молоді люди за допомогою довгих жердин намагаються привести дерево у вертикальне положення. Після завершення роботи зазвичай починаються танці.
Залежно від регіональних традицій травневе дерево в кінці місяця часто прибирають і відносять на склад. У деяких районах Баварії його залишають на цілий рік.

### Викрадення травневого дерева
Викрадення травневого дерева в Вальпургієву ніч - популярна традиція, пов'язана з травневим деревом, яка зберігається молоддю. Травневе дерево викрадають за певними правилами. Викрадене дерево прийнято викуповувати. Викупом може, наприклад, служити частування всіх жителів села. Викрадати травневе дерево слід в ніч на 1 травня.
За традицією в Східній Фризії викрадення травневого дерева можна запобігти, якщо охорона травневого дерева вчасно доторкнеться рукою до дерева при наближенні викрадачів. Якщо охорону вдається відвернути, або викрадачі встигнуть три рази торкнутися лопатою землі травневого дерева, то на стовбурі прикріпляється табличка, яка інформує, що дерево викрадено. Потім відразу або на наступний день воно вивозиться злодієм і ставиться поруч з власним травневим деревом.
Травневе дерево у Верхній Австрії встановлюють за три дні до 1 травня і пильно охороняють. У цьому районі традиція дозволяє викрасти тільки встановлене дерево. При цьому демонтувати дерево можна тільки тим же способом, яким воно було встановлено. Трактор та кран для викрадення дерева можна використовувати тільки якщо вони застосовувалися при його установці. Іноді для охорони травневого дерева встановлюють справжню сигналізацію і блокують підхід до травневого дереву вантажівками. Незважаючи на всі запобіжні заходи, викрадення травневих дерев відбуваються щороку. Викрадене травневе дерево викуповують за кілька бочок пива, яке постраждалі власники дерева і його викрадачі випивають разом.
У баварській поліції прийнято закривати очі на такого роду злочин щодо травневих дерев. Звернунення в поліцію з приводу крадіжки травневого дерева буде нещадно висміяно.
Бургомістр австрійського Лінца д-р Франц Добуш прославився тим, що відмовився викуповувати викрадене травневе дерево. В ніч з 2 на 3 травня 2008 г. друге травневе дерево, встановлене на жвавій головній площі Лінца замість вкраденого, було також украдено.

### Травневе дерево та кохання
У деяких районах Німеччини неодружені чоловіки встановлюють маленькі травневі дерева біля будинків неодружених жінок села. Для цього треба відправитися в ліс, викопати молоде деревце і посадити його перед дверима або перед вікном особи, яку хочуть вшанувати. Втім, «посадити» - це велике перебільшення: зазвичай мова йде не про ціле дерево, викопане і посаджене за всіма правилами, а всього лише про гілку, зрізану у лісі і увіткнену в землю перед будинком судженої. Дерево вибирають не просто так, а зі змістом: гілка липи означає зізнання в любові, гілка рожевого куща вихваляє красу обраниці; гілка глоду прославляє її чистоту; а гілка бузини, навпаки, вказує на її мінливість. В інших регіонах, наприклад, в Рейнланде травневе дерево встановлюється хлопцями перед будинками своїх коханих. До нього також покладається травневе серце з ім'ям коханої дівчини, яке вирізається з картону або дерева.
Травневе дерево стоїть до першого червня, а потім той, хто поставив, забирає його. Якщо дівчині подобається кавалер, то його запрошують на вечерю або дарують йому ящик пива. В інших місцях існує традиція, згідно з якою мати дівчини дарує хлопцеві тістечко, батько - ящик пива, а дівчина нагороджує його поцілунком.
У деяких регіонах у високосний рік травневі дерева ставлять не хлопці, а дівчата.

## Галерея

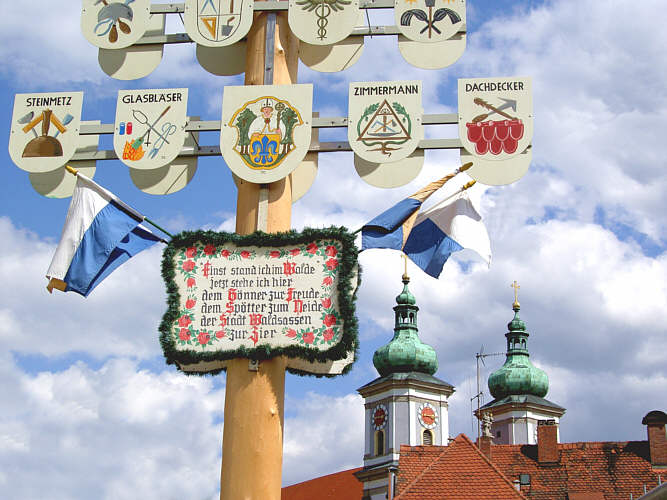
Травневе дерево в Вальдзассене в  Баварія
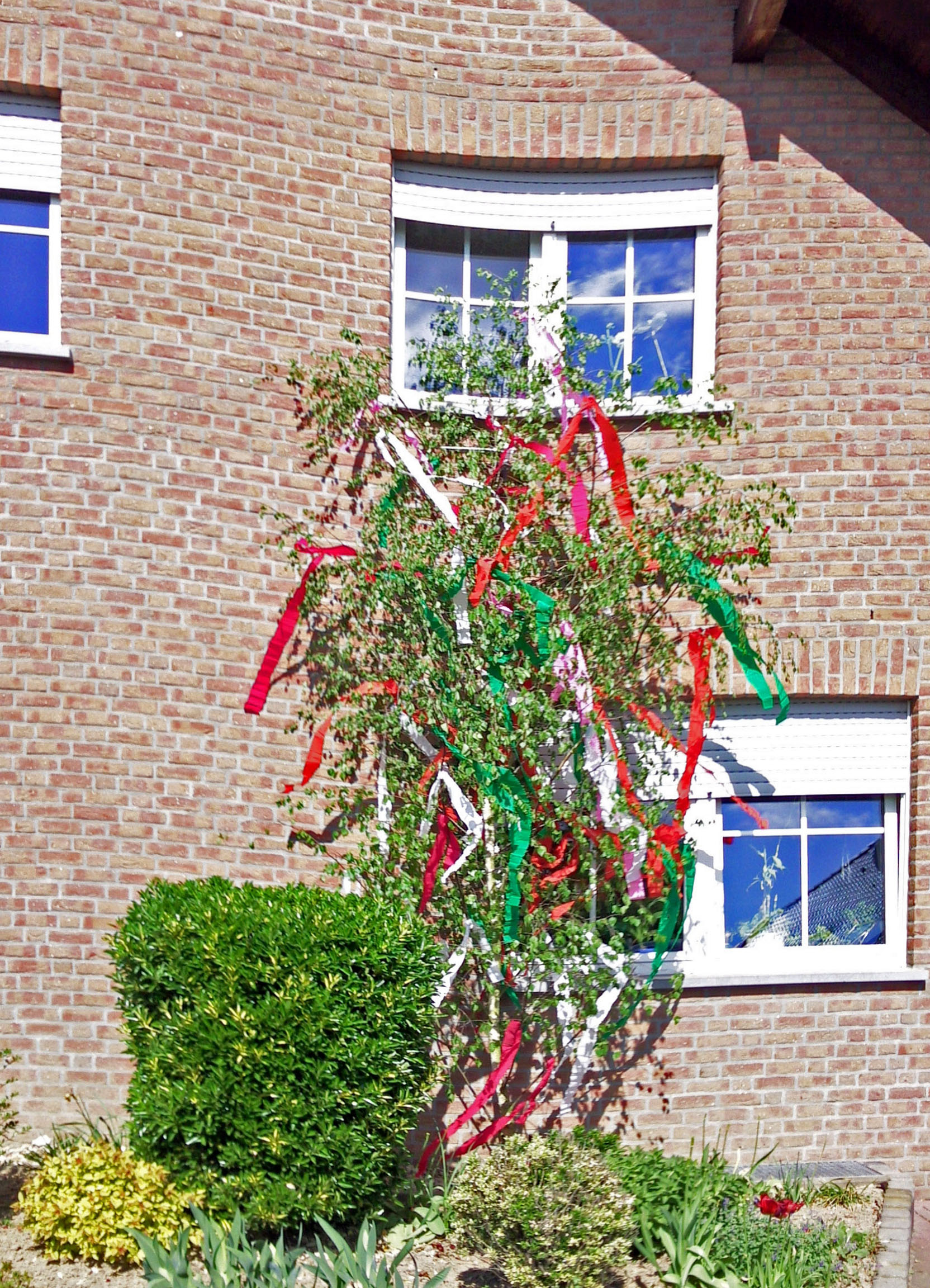
Прикращена берізка. Німеччина. 01.05.2010
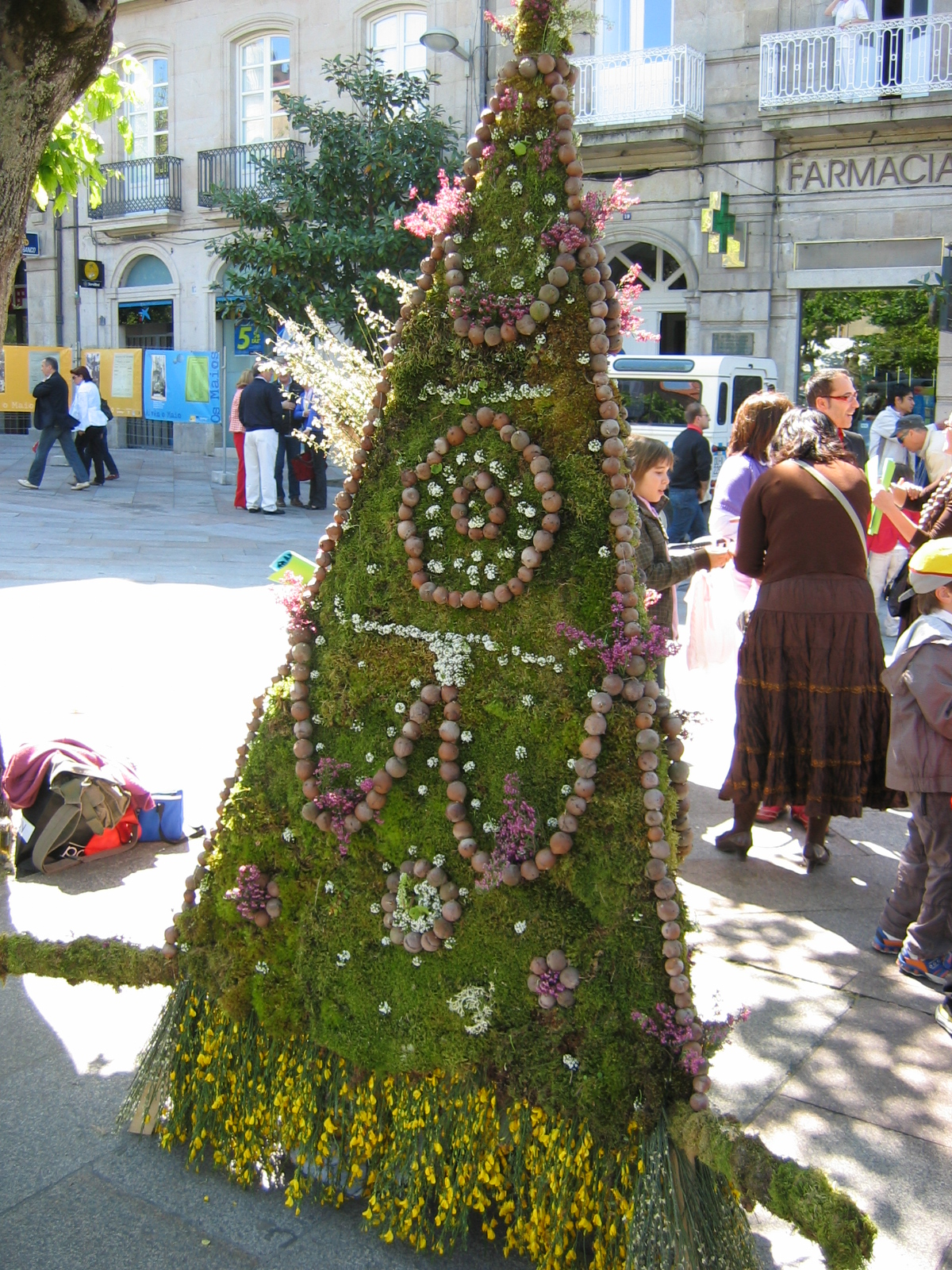
Травневе дерево в  Галісії. Іспанія, 2009
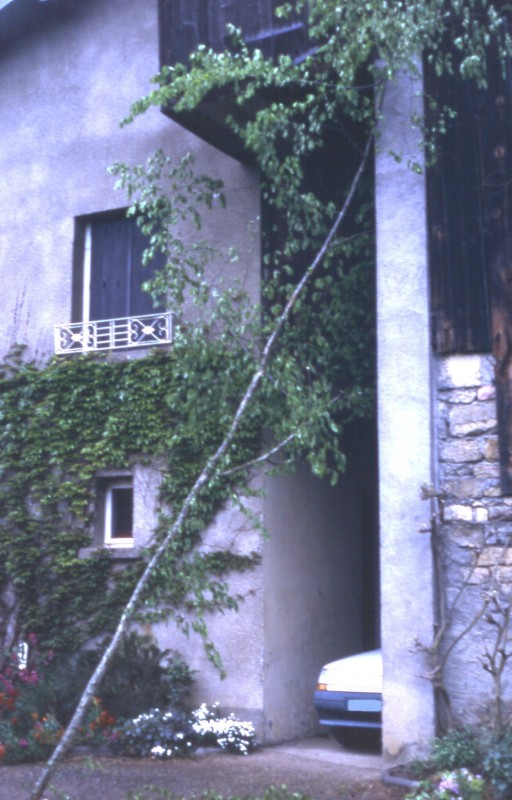
Травневе дерево в східній Франції. 2007
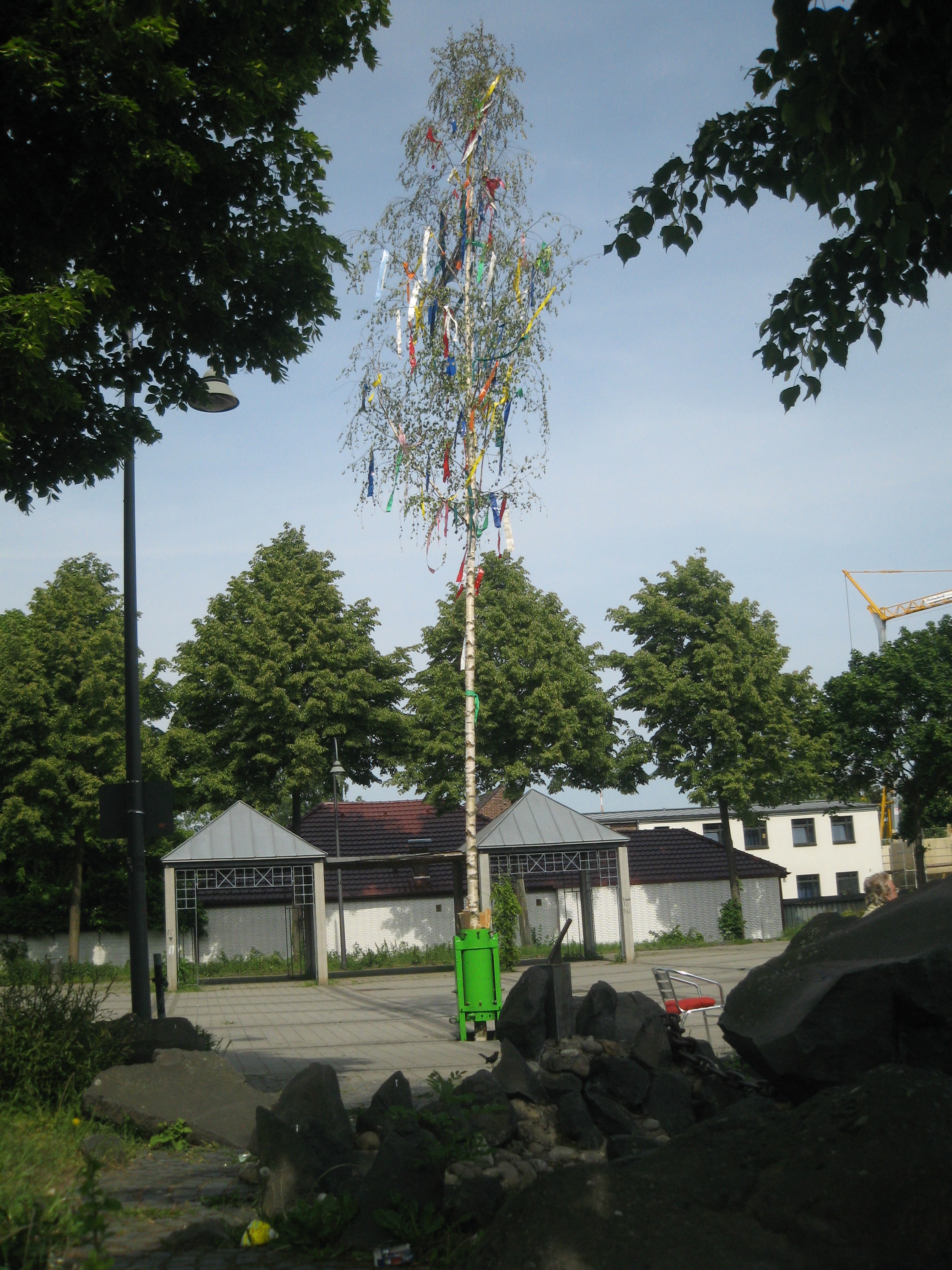
Береза, як Травневе дерево в Кельне. 5.05.2011
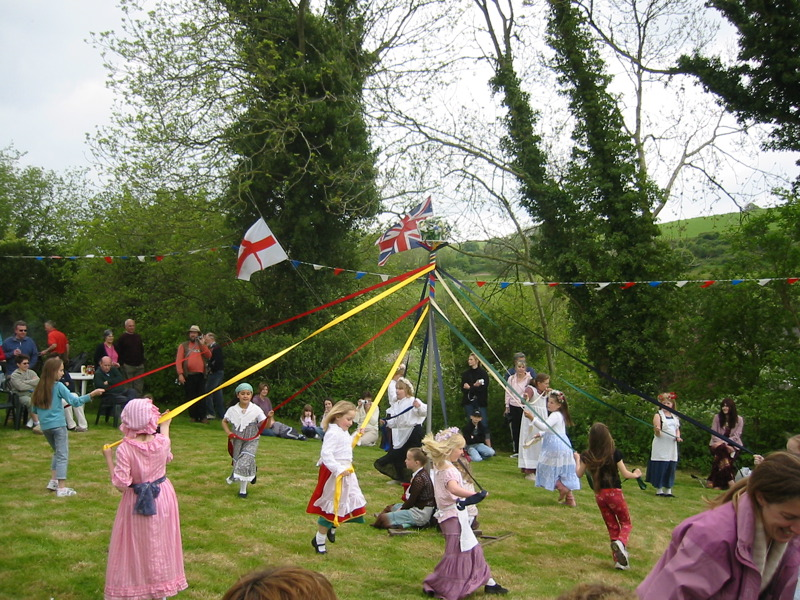
Танець навколо "травневого дерева" в Англії. 2005
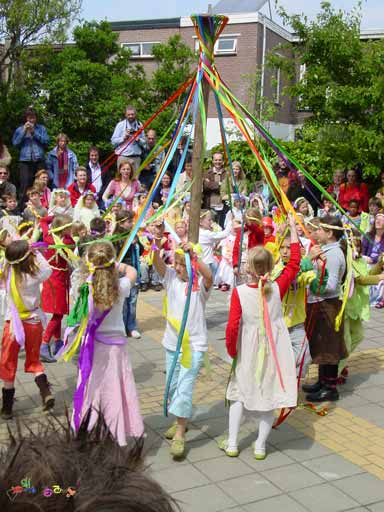
Обряд «травневого дерева» на  Трійцю в Нідерландах. 2005
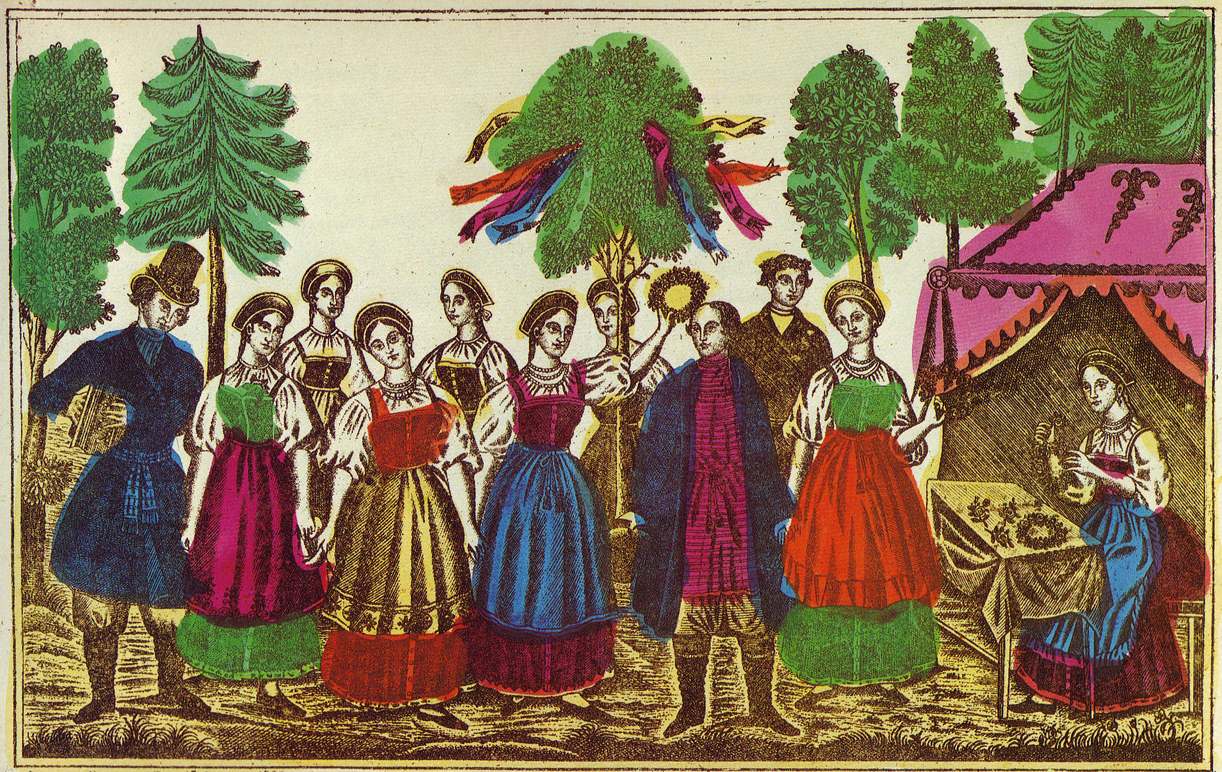
Троїцька береза на Русі. XIX век.
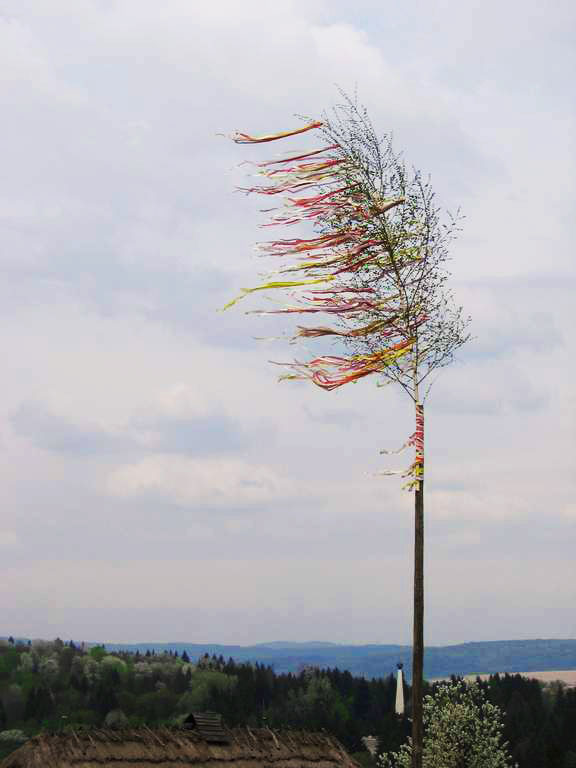
Святкова береза в м. Свидник в Словаччині. 13.05.2006
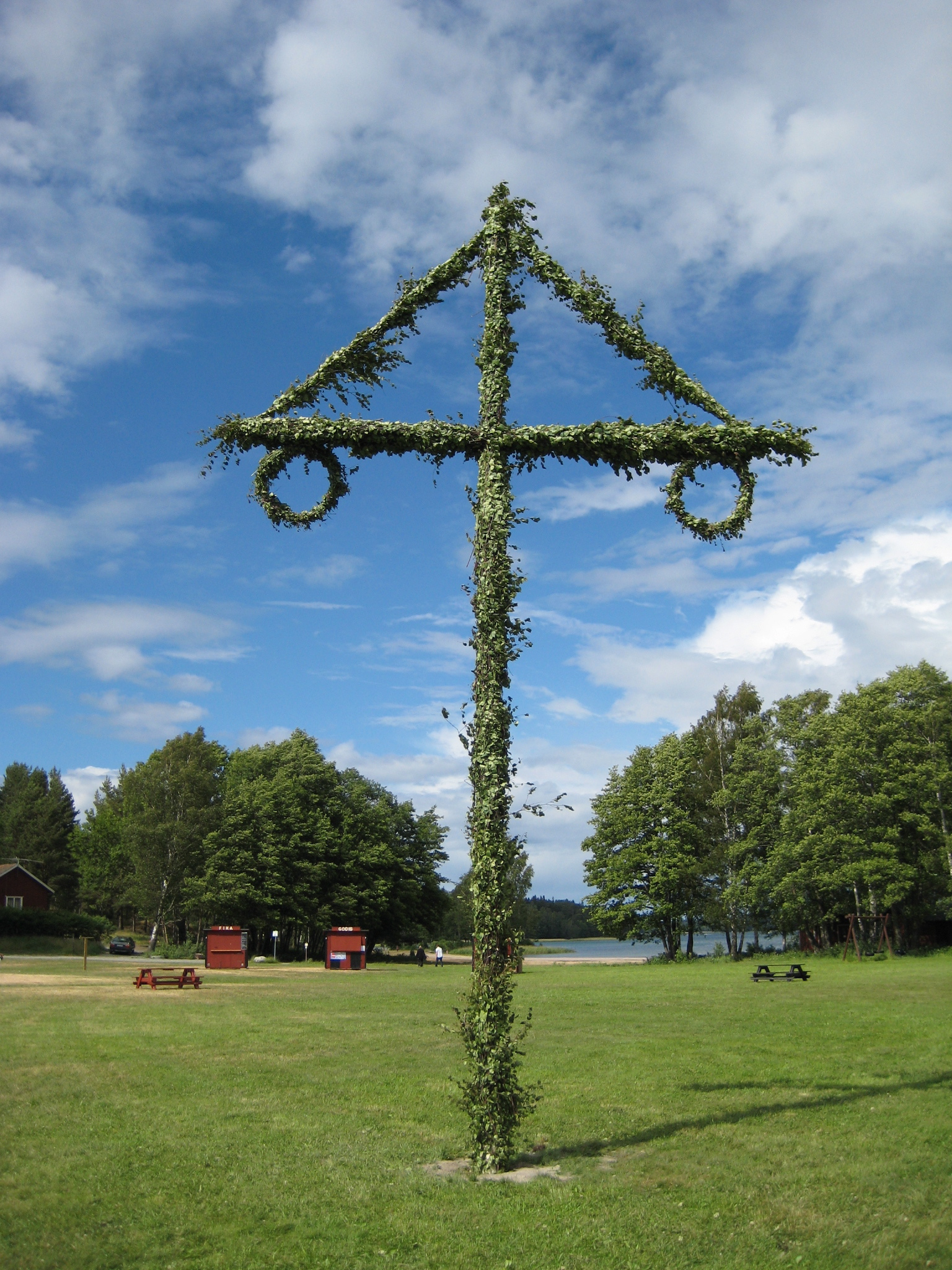
Стовп літнього сонцестояння в Швеції. 21.06.2008
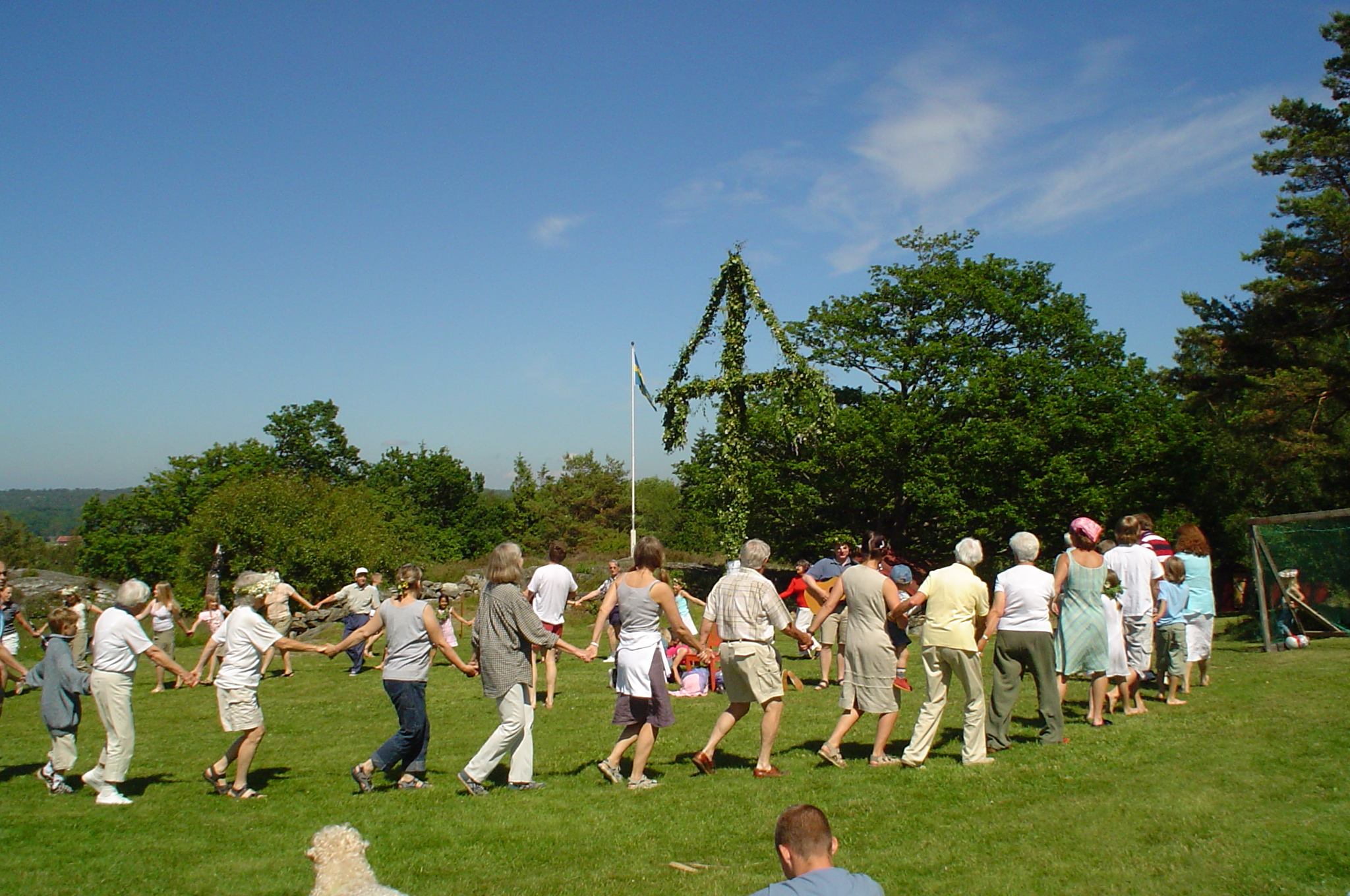
Свято літнього сонцестояння в Швеції. Червень 2005
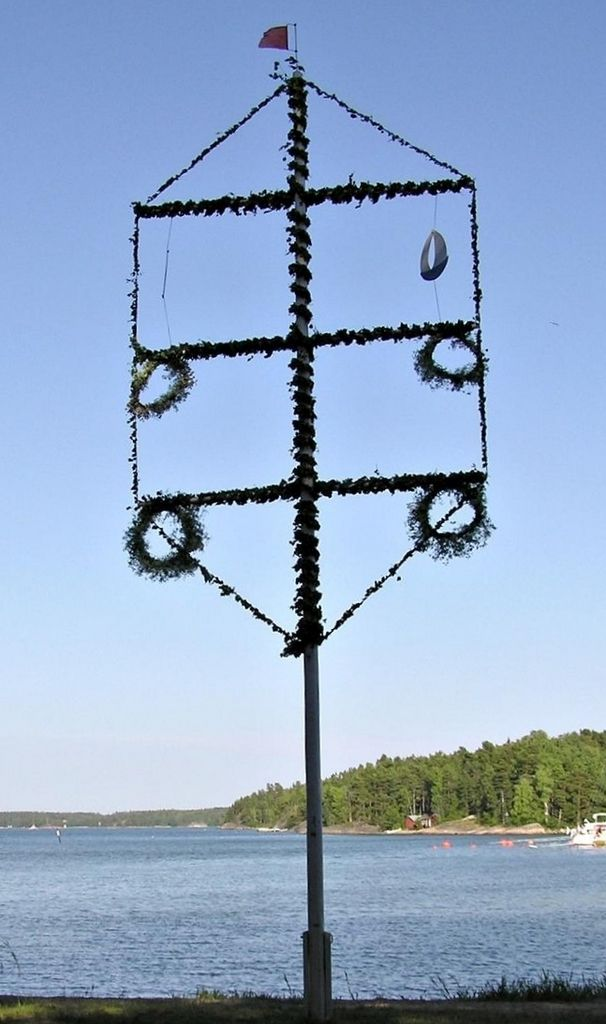
Травневе дерево або « Іванів стовп» в Фінляндії. 25.06.2004
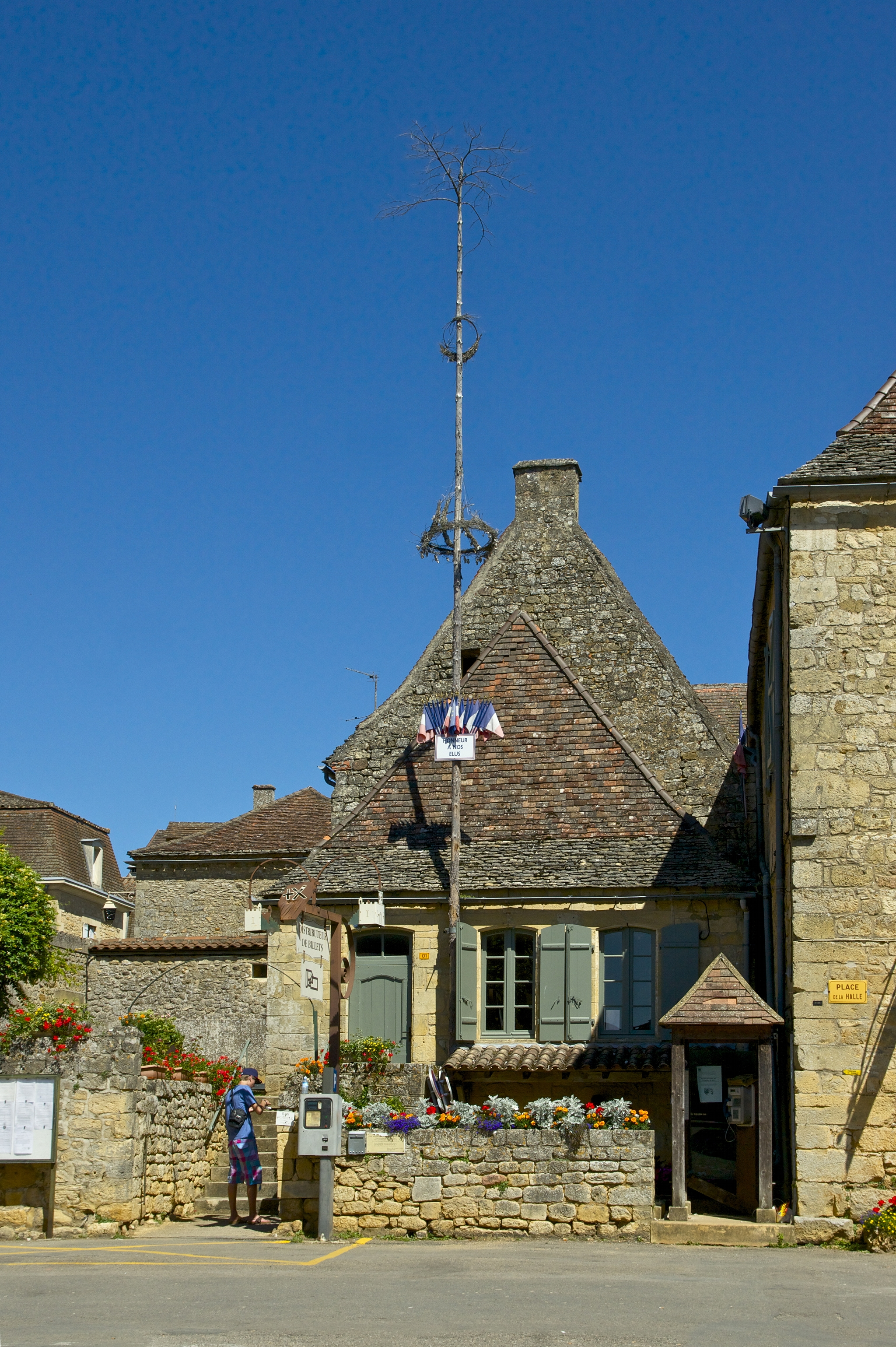
Травневе дерево в Перігорському будинку (Дордонь, Франція)